# شرکت هواپیمایی اسرایر
شرکت هواپیمایی اسرایر که معمولاً با نام اسرایر شناخته می‌شود، یک شرکت هواپیمایی مستقر در شهر تل آویو کشور اسرائیل است که پروازهای برنامه‌ریزی شده‌ای در مسیر داخلی بین فرودگاه‌های بن گوریون، حیفا، سدی دورف و ایلات انجام می‌دهد. اسرایر علاوه بر آن پروازهایی از فرودگاه بین‌المللی بن گوریون به آسیا و اروپا دارد. پروازهای مخصوص افراد و مقامات عالیرتبه از دیگر پروازهای این شرکت است. اسرایر پس از ال عال و ارکیا سومین شرکت هواپیمایی اسرائیل می‌باشد و بیش از ۳۵۰ نفر کارمند دارد شرکت هواپیمایی اسرایر اعلام نموده است در نظر دارد پروازهای ارزان قیمتی به مقصد ایالات متحده آمریکا راه‌اندازی کند.

## تاریخچه

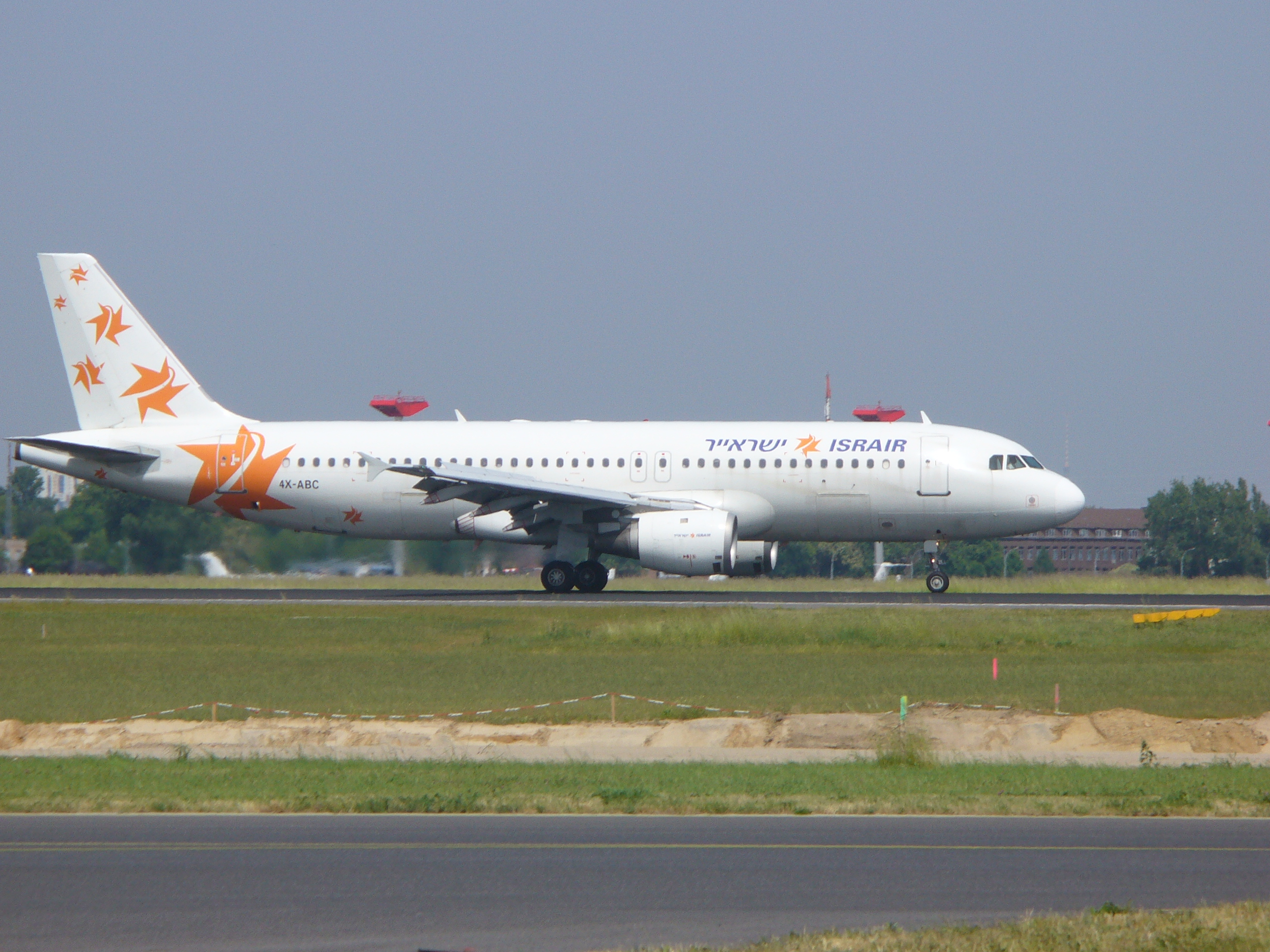
یک ایرباس A320-200 متعلق به اسرایر در فرودگاه برلین

این شرکت ابتدا در سال ۱۹۸۹ میلادی تحت عنوان کنافی حاعمک (به انگلیسی: Knafei HaEmek) بمعنای بال‌های دره تأسیس شد و در سال ۱۹۹۶ میلادی به اسرایر تغییر نام یافت. اکنون این شرکت کاملاً در اختیار گروه گاندن است.